# Силеши Сихине
Силеши Сихине (род. 29 января 1983 года) — эфиопский бегун на длинные дистанции. Специализировался в беге на 10 000 метров. Двукратный серебряный призёр Олимпийских игр. Двукратный серебряный призёр чемпионатов мира в 2005 и 2007 годах и бронзовый призёр 2003 года. Серебряный призёр мирового первенства 2005 года в беге на 5000 метров.
На чемпионате мира по кроссу 2004 года занял 3-е место в личном первенстве и 1-е место в командном зачёте. Трёхкратный победитель 15-километрового забега Zevenheuvelenloop. В 2005 году стал чемпионом мира по полумарафону в командном зачёте. В 2004 и 2005 года был победителем всемирного легкоатлетического финала в беге на 5000 метров. В 2006 году на первенстве мира по кроссу пришёл к финишу 2-м в личном первенстве, а также стал бронзовым призёром в командном зачёте. В 2011 году дебютировал на марафонской дистанции в Амстердаме, однако он не смог закончить дистанцию.
Женат на трёхкратной олимпийской чемпионке Тирунеш Дибабе.